# La Córdoba
La Córdoba är en ort i Mexiko.   Den ligger i kommunen Panindícuaro och delstaten Michoacán de Ocampo, i den centrala delen av landet, 280 km väster om huvudstaden Mexico City. La Córdoba ligger 1 799 meter över havet och antalet invånare är 234.
Terrängen runt La Córdoba är huvudsakligen lite kuperad. La Córdoba ligger nere i en dal. Runt La Córdoba är det ganska tätbefolkat, med 70 invånare per kvadratkilometer. Närmaste större samhälle är Zacapú, 19,9 km söder om La Córdoba. I omgivningarna runt La Córdoba växer huvudsakligen savannskog.